# 圣安德肋堂 (萨尔茨堡)

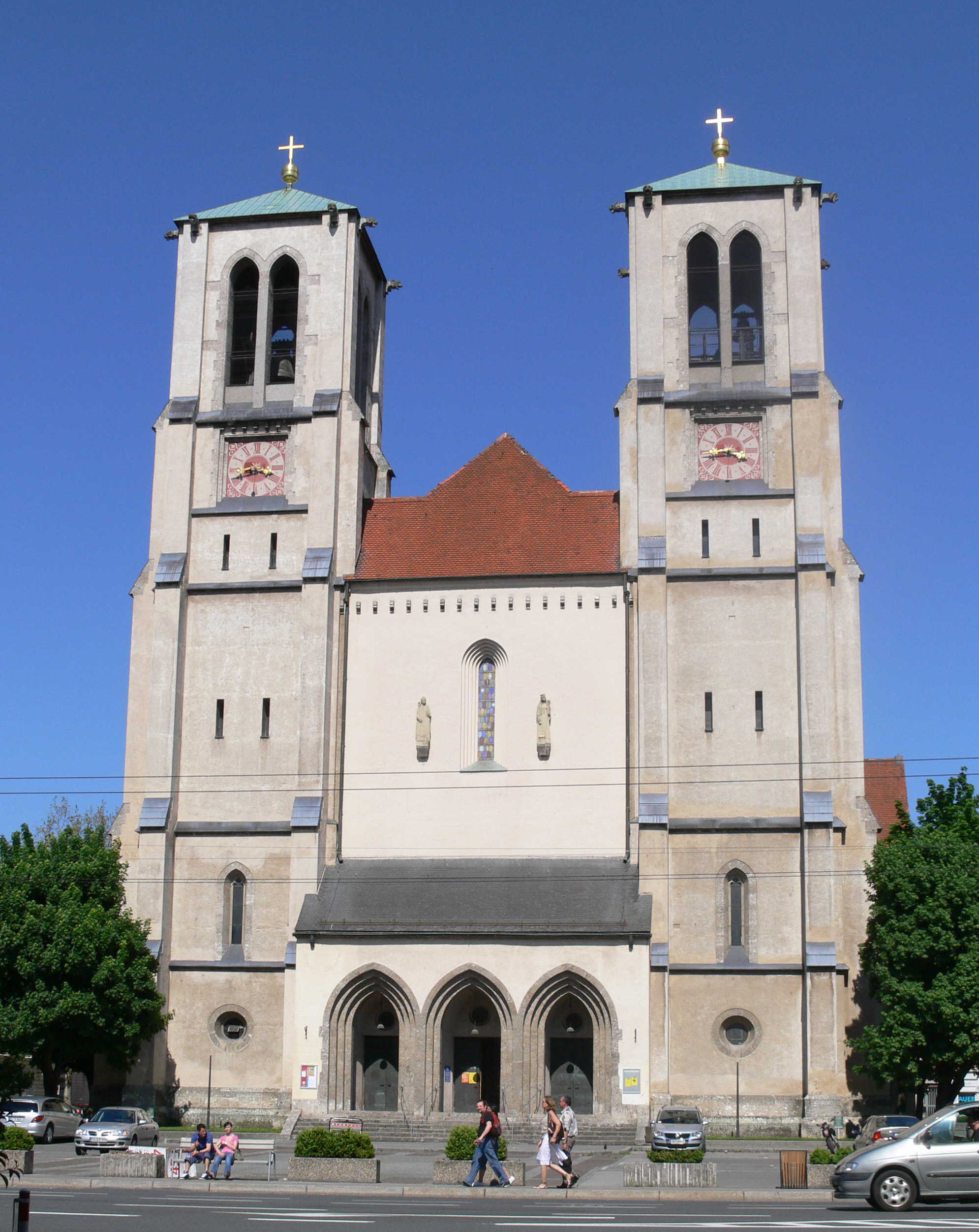

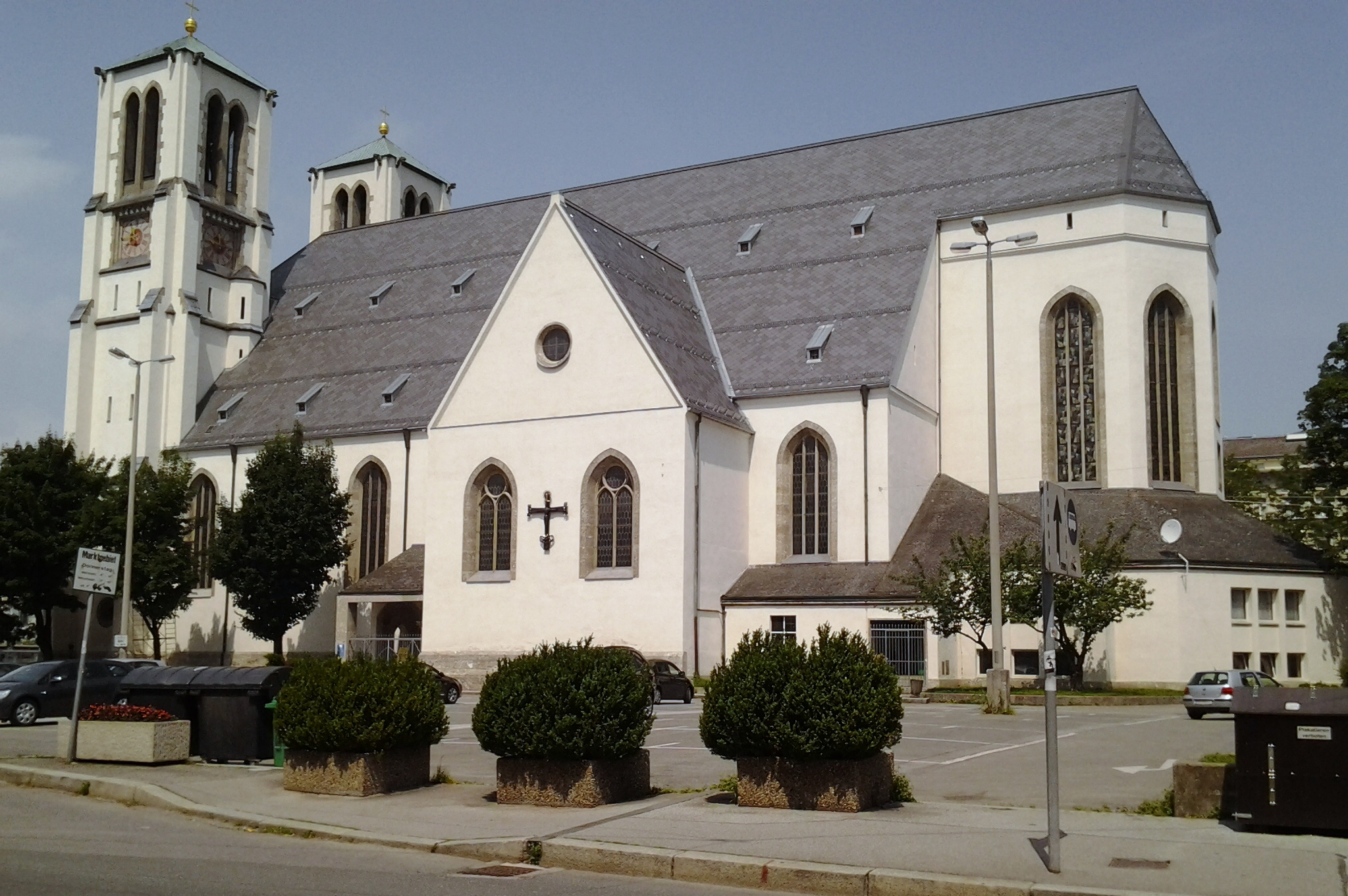
圣安德肋堂

圣安德肋堂（德语：Andräkirche）是一座罗马天主教大型堂区教堂，位于奥地利萨尔茨堡的新城（Neustadt）林茨巷（Linzer Gasse）1号。该堂供奉使徒安德肋，庆祝日是在11月30日。

## 老教堂
林茨巷1号的第一座教堂由乔治·鲍尔建造，于1418年11月29日祝圣。老教堂在1818年的大火中受损，于1861年拆除，在1892年开始建造新的圣安德肋堂 。

## 新教堂
1892年新建的圣安德肋堂为新哥特式风格，钟楼高达61米。1898年11月20日祝圣。该堂在1944年11月17日和1945年2月27日的空袭中严重受损，战后修复。  

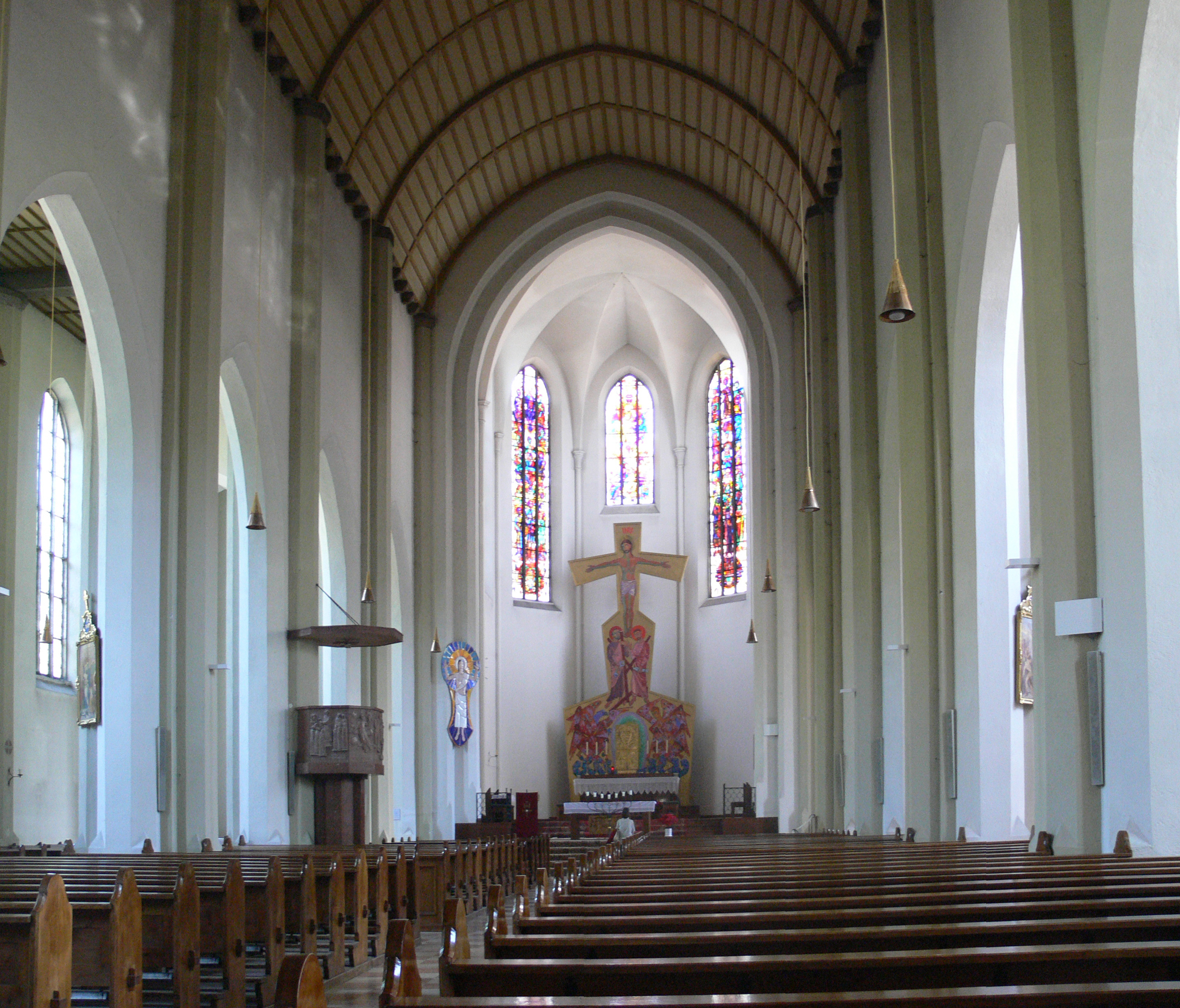